# Giuseppe Antonio Slop
Giuseppe Antonio Slop (Cadine, 31 ottobre 1740 – Pisa, 4 febbraio 1808) è stato un astronomo italiano.

## Biografia
Nasce da Francesco Slop e Lucrezia Panvini, commercianti di seta a Trento con un titolo di nobiltà attribuito alla famiglia da Maria Teresa d'Austria, da cui il predicato nobiliare von Cadenberg. Studia filosofia e lingue classiche a Trento e nel 1757 discute con altri colleghi alcune tesi filosofiche già stampate col titolo di Theses ex universa philosophia: diverse riguardano la filosofia naturale e testimoniano delle inclinazioni intellettuali dello Slop. Si trasferisce poi all'Università di Pisa dove prosegue gli studi in materie teologiche e giuridiche. Qui si laurea nel 1762.
A Pisa studia algebra con Paolo Frisi e astronomia con Tommaso Perelli e conosce Felice Fontana, personaggi che lo aiutano a maturare la decisione di dedicarsi alle scienze. Nel 1765 comincia perciò a collaborare con Perelli nella gestione della specola astronomica dell'Università dirigendo le osservazioni, i calcoli e la pubblicazione dei relativi risultati. Subentra a Perelli come professore ordinario alla cattedra di astronomia nel 1779.
È implicato nella vita politica del tempo in quanto simpatizzante dei francesi durante i tre mesi di occupazione del Granducato di Toscana: al termine dell'occupazione e con la restaurazione del regime di Ferdinando III, l'Università di Pisa viene chiusa per un breve periodo e Slop è privato della cattedra per alcuni mesi.
Sposa nel 1766 l'inglese Elisabetta Dodsworth. La coppia ha cinque figli.

## Opera scientifica
La pubblicazione delle osservazioni di Slop comincia nel 1769 con un primo volume (Observationes siderum habitae Pisis in Specula Accademica ab anno LXV, vertentis saeculi XVIII, ad annum labentem LXIX, jussu et auspiciis R. C. Petri Leopoldi M. E. D. in lucem editae), a cui ne seguiranno altri cinque che copriranno il suo lavoro degli anni fra il 1765 e il 1790.
Nel 1771 vengono pubblicati, sempre a Pisa, i suoi calcoli su due comete del 1769 e del 1770 (Teoria cometarum anni 1769 et anni 1770), ma viene ricordato soprattutto per il suo studio su Urano. Slop fu infatti non il primo, ma fra i primi astronomi dell'epoca a contestare la tesi secondo cui si sarebbe trattato di una cometa, come sostenuto dal suo primo osservatore, William Herschel, e a definirlo invece come pianeta in Novi planetae observationes et theoria (1782).
Nel corso degli studi ha occasione di corrispondere con astronomi di fama italiani e stranieri quali Jérôme Lalande, che lo riteneva uno degli italiani più colti del tempo, Sebastiano Canterzani, Barnaba Oriani, Giuseppe Toaldo e Johann III Bernoulli., Sebastiano Canterzani, Barnaba Oriani, Giuseppe Toaldo e Johann III Bernoulli.
Come riconoscimento alla sua carriera, viene eletto come membro della Accademia delle scienze dell'Istituto di Bologna e della Società italiana delle scienze.

## Edizioni

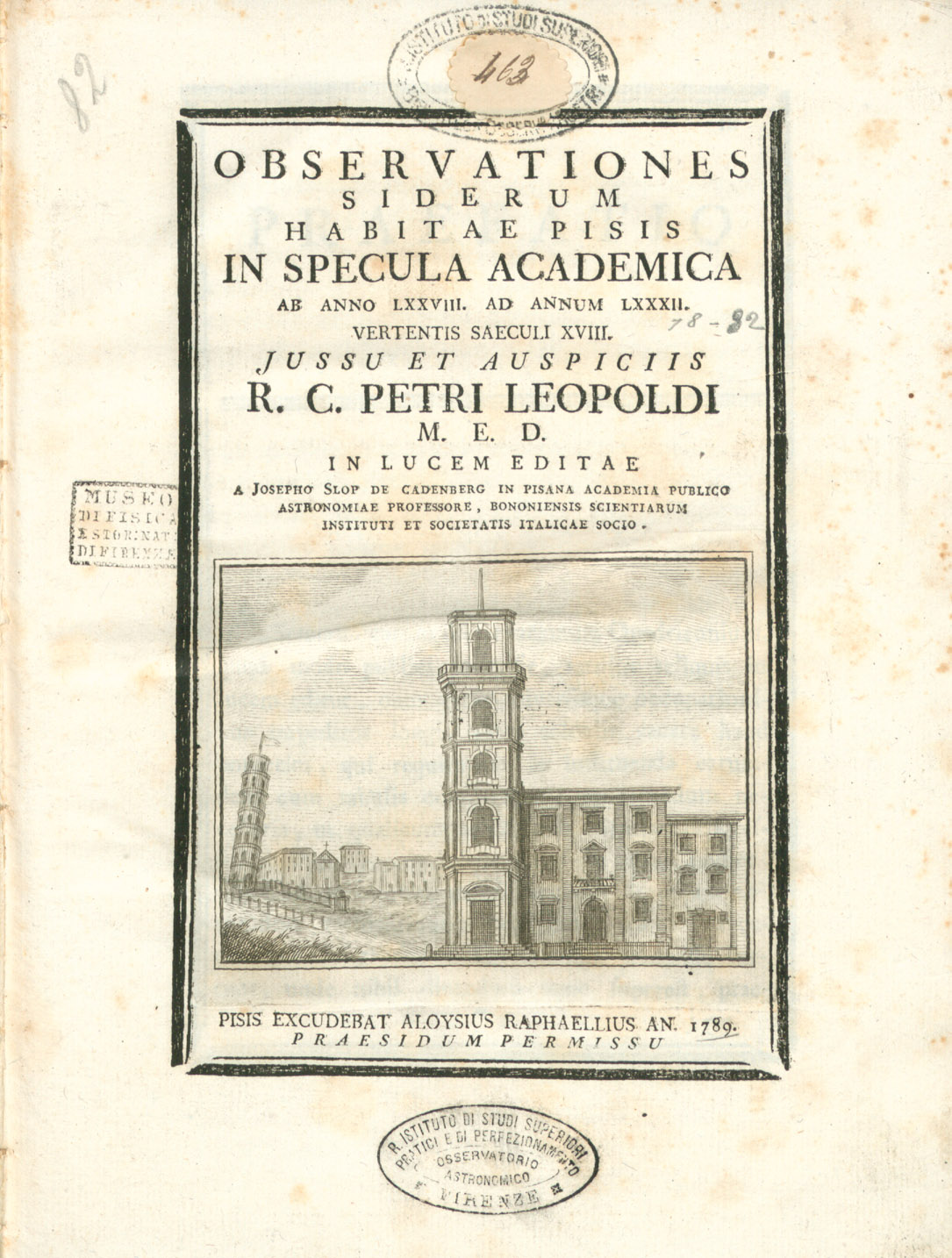
Observationes siderum habitae Pisis in specula academica ab anno 78 ad annum 82, 1789

- (LA) Observationes siderum habitae Pisis in specula academica ab anno 69. ad annum 73. vertentis saeculi 18., Pisa, fratelli Pizzorni, 1774.
- (LA) Novi planetae observationes et theoria, Pisa, Iacopo Grazioli, 1782.
- (LA) Observationes siderum habitae Pisis in specula academica ab anno 78 ad annum 82, Pisa, Luigi Raffaelli, 1789.